# Chriacus
Chriacus és un gènere extint de mamífers de la família dels arctociònids que visqueren a Nord-amèrica durant el Paleocè, fa entre 56,8 i 63,3 milions d'anys.
Semblava un os rentador del Paleocè, amb una mida d'aproximadament un metre comptant la seva llarga cua prènsil. Era de constitució lleugera, pesava uns set quilograms i grimpava àgilment als arbres. Era un animal plantígrad, és a dir, caminava sobre les palmes de les seves potes de cinc dits, que tenien llargues urpes. Les seves potes eren potents i tenien articulacions flexibles. Les potes anteriors podien servir per excavar, mentre que les posteriors estaven més adaptades a grimpar. Probablement era un omnívor com el seu parent Arctocyon, alimentant-se de fruita, ous i petits mamífers.